# Biblioteca Nova Catalunya

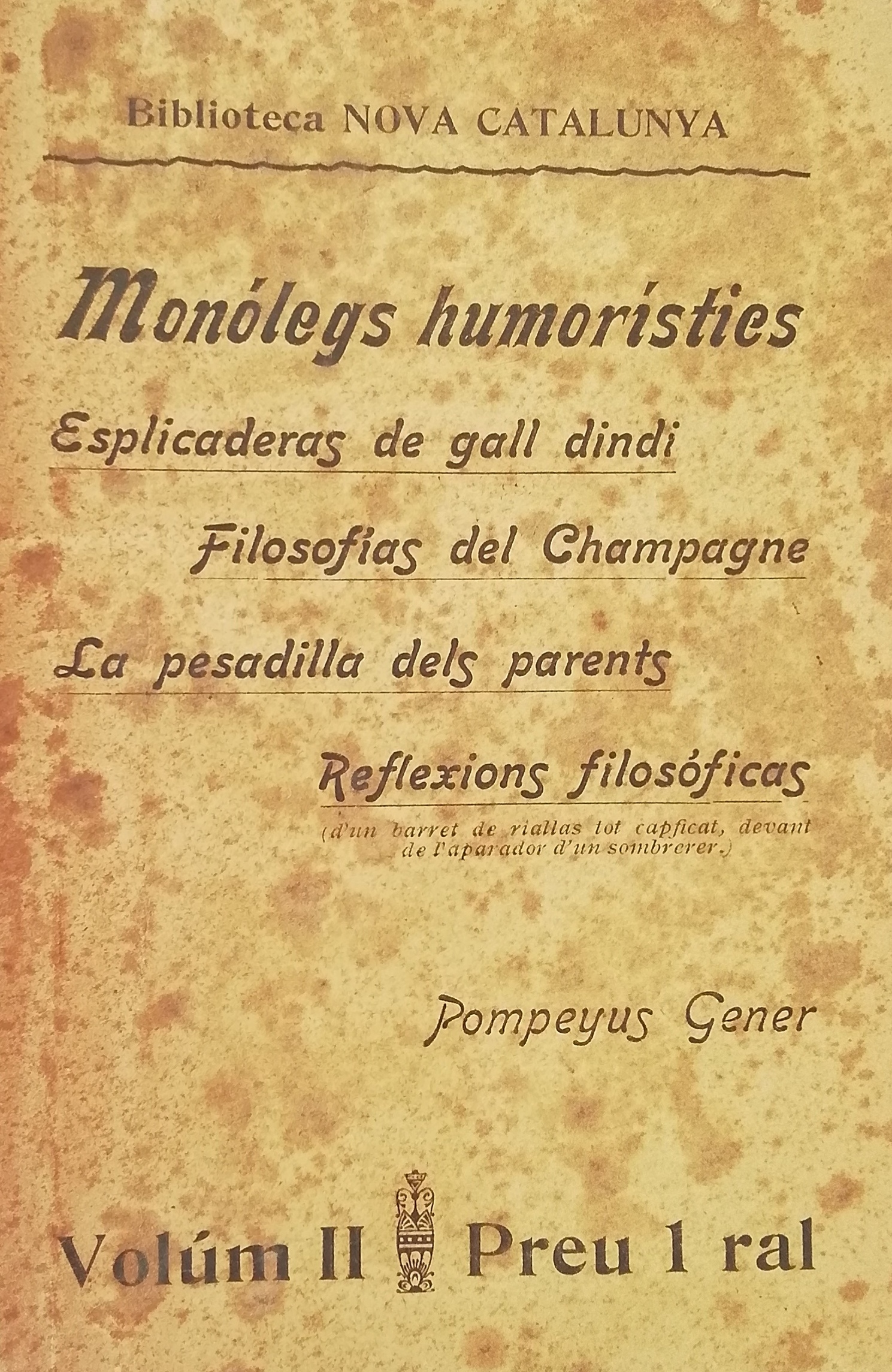
Monòlegs humorístics de Pompeyus Gener, volum II de la col·lecció, publicat l'any 1903

Biblioteca Nova Catalunya va ser una col·lecció de llibres publicats entre els anys 1903 i 1904 dirigida per Ramon Miquel i Planas. S'editaven a la Impremta Fidel Giró de Barcelona, al carrer de València núm. 233. Es van fer nou volums.
Es van publicar llibres d'escriptors com: Frederic Pujulà, Pompeius Gener o Lev Tolstoi (que va ser una de les primeres traduccions de Tolstoi al català, feta per Antoni Campmany i Ayné).
Eren llibres menuts tant de mida (16 cms. x 11 cms.), com en nombre de pàgines que oscil·lava la seixantena. La Biblioteca Nova Catalunya tenia per objectiu popularitzar els llibres entre el poble, permetent adquirir-los a preus ínfims de 1 o 2 rals, depenent de l'exemplar.

## Volums publicats
- Volum I - Creuhant la plana morta de Frederic Pujulà i Vallès, 1903
- Volum II - Monòlegs humorístics de Pompeu Gener, 1903
- Volum III - Rondalles per a nois d'Aureli Campmany, 1904
- Volum IV - Fugint del Llot de Rafel Folch i Capdevila, 1904
- Volum V - La Ella d'en Vademecum de Frederic Pujulà i Vallès, 1904
- Volum VI - El Cant del Cigne: història d'un musich de Lev Tolstoi, 1904
- Volum VII - Agna Maria de Pompeu Gener, 1904
- Volum VIII - Riu Amunt de Jeroni Zanné, 1904
- Volum IX - Mort i passions de donya Eleonora i altres de Cristòfor de Domènech, 1904